# Kłowacz namorzynowy
Kłowacz namorzynowy (Camarhynchus heliobates) – gatunek małego ptaka z rodziny tanagrowatych (Thraupidae), wcześniej zaliczany do trznadlowatych (Emberizidae). Jest to krytycznie zagrożony wyginięciem ptak należący do tak zwanych zięb Darwina. Jego występowanie ogranicza się obecnie tylko do jednej wyspy archipelagu Galapagos.
Systematyka
Gatunek monotypowy. Część systematyków umieszcza kłowacza namorzynowego w rodzaju Geospiza.
Zasięg występowania
Zasięg występowania gatunku jest ograniczony do lasów namorzynowych na wschodnim i zachodnim wybrzeżu wyspy Isabela. Dawniej występował też na sąsiedniej wyspie Fernandina, skąd ostatnie stwierdzenie pochodzi z 1971 roku.
Charakterystyka
Długość ciała około 14 cm; masa ciała około 18 g.
Kłowacze namorzynowe są ptakami nadrzewnymi, o długich i cienkich (w porównaniu do innych zięb Darwina) dziobach. Żywią się owadami i ich larwami, pająkami, w mniejszym stopniu materią roślinną.
Status i zagrożenia
W Czerwonej księdze gatunków zagrożonych IUCN kłowacz namorzynowy od 2000 roku klasyfikowany jest jako gatunek krytycznie zagrożony wyginięciem (CR, Critically Endangered); wcześniej, od 1994 roku klasyfikowano go jako gatunek zagrożony (EN, Endangered). Jest najrzadszą z zięb Darwina i jednym z najrzadszych ptaków na świecie – według szacunków z 2013 roku żyje około 50–100 osobników (w tym około 40–80 osobników dorosłych). Do głównych zagrożeń dla gatunku należy drapieżnictwo i pasożytnictwo ze strony gatunków introdukowanych, a zwłaszcza szczura śniadego, stanowiącego główną przyczynę niskiego sukcesu lęgowego, i muchówki Philornis downsi, która pasożytuje w gniazdach. 